# Guerras habsburgo-otomanas
- Este artigo foi inicialmente traduzido, total ou parcialmente, do artigo da Wikipédia em inglês cujo título é «Ottoman–Habsburg wars».

As Guerras habsburgo-otomanas referem-se aos conflitos militares entre o Império Otomano e as dinastias dos Habsburgos do Arquiducado da Áustria, dos Habsburgos da Espanha e em certos momentos, do Sacro Império Romano-Germânico e do Reino da Hungria. A guerra seria dominada pelas campanhas em terra na Hungria. Inicialmente, as conquistas otomanas na Europa foram bem sucedidas com a vitória decisiva em Mohács transformando o Reino da Hungria em um Estado vassalo otomano. Mais tarde, a Paz de Vestfália e a Guerra de Sucessão Espanhola nos séculos XVII e XVIII, respetivamente falando, deixaram o Império Austríaco como sendo a única possessão da Casa de Habsburgo. Até lá, contudo, os avanços europeus em armas e táticas militares superaram a perícia e os recursos dos otomanos e sua elite de janízaros, assegurando assim o domínio Habsburgo em terra. A guerra chegou ao fim quando o Império Austríaco e o Império Otomano assinaram uma aliança com o Império Alemão antes da Primeira Guerra Mundial. Após suas derrotas na guerra, os dois impérios foram dissolvidos.

## Origens
As origens das guerras não são muito claras pelo fato dos Habsburgos serem ocasionalmente os reis da Hungria e da Alemanha (embora quase sempre da Alemanha após o século XV). Porém, as guerras entre os húngaros e os otomanos incluíram também outras dinastias. Naturalmente, as guerras otomanas na Europa atraíram a ajuda do Ocidente, que via o avanço e a força do Estado islâmico como uma ameaça ao cristianismo na Europa. As Cruzadas de Nicópolis e de Varna marcaram as tentativas mais diretas da Europa para deter o avanço turco em direção à Europa Central e aos Bálcãs.
Durante algum tempo os otomanos estiveram muito ocupados em tentar vencer a resistência nos Bálcãs, sobretudo a imposta por Drácula. No entanto, a derrota deste e as rebeliões ocorridas dentro dos Estados vassalos do Império Otomano abriram as portas para a invasão otomana na Europa Central. O Reino da Hungria era agora a fronteira com o Império Otomano e seus vassalos.
Após a Batalha de Mohács, o rei Luís II da Hungria foi morto e sua viúva, a rainha Maria fugiu para buscar a proteção de seu irmão, o arquiduque da Áustria, Fernando I. A reivindicação de Fernando ao trono da Hungria foi ainda reforçada pelo fato de que ele tinha casado com a irmã do rei Luís II, Ana e o único membro da família a reclamar o trono do Reino desfeito. Consequentemente, Fernando foi eleito Rei da Boêmia e na Dieta de Bratislava, ele e sua esposa foram eleitos rei e rainha da Hungria, respetivamente. Isto entrou em conflito com os interesses dos turcos, que queriam colocar no trono João Zápolya, um opositor de Fernando I, desenhando-se, assim, o palco para um conflito entre os dois poderes.

## O avanço austríaco
Fernando I atacou a Hungria em 1527, um Estado seriamente enfraquecido pelo conflito civil na tentativa de expulsar João Zápolya e impor lá a sua autoridade. João foi incapaz de evitar a campanha de Fernando e assistiu à captura de Buda e de vários outros povoados importantes ao longo do rio Danúbio. Apesar disto, o sultão otomano Solimão, o Magnífico demorou a reagir e só socorreu seu vassalo em 10 de maio de 1529, quando enviou um grande exército de mais de 100 mil homens.

## O cerco de Viena
O sultão otomano, Solimão, o Magnífico reverteu facilmente a maior parte das conquistas conseguidas nos últimos dois anos por Fernando I, para o seu descontentamento, apenas a fortaleza de Bratislava resistiu. Considerando o tamanho do exército de Solimão e a devastação causada na Hungria nos últimos anos não é de estranhar que a vontade de resistir ao mais poderoso Estado do mundo, fez falta em muitos dos recém-militarizados povoados dos Habsburgos.
O sultão chegou a Viena em 27 de setembro de 1529. O exército de Fernando contava com cerca de 16 milhares de  homens - o exército otomano era superior na proporção de 7 para 1 e os muros de Viena eram um convite para os seus canhões (quase dois metros de espessura em algumas partes). No entanto, Fernando defendeu Viena com grande energia. Em 12 de outubro, após vários ataques e contra-ataques um conselho turco foi convocado e em 14 de outubro os otomanos abandonaram o cerco. O recuo do exército otomano foi dificultado pela corajosa resistência de Bratislava, que uma vez mais bombardeou os otomanos. A chegada antecipada do período de neve piorou ainda mais a situação e passariam mais três anos antes de Solimão empreendesse uma nova campanha na Hungria.

## A Pequena Guerra
Depois da derrota em Viena, o sultão otomano voltou a sua atenção para outras partes do seu impressionante domínio. Aproveitando-se dessa ausência, o arquiduque Fernando lançou uma ofensiva em 1530, recapturando Gran e outros fortes. Um assalto a Buda só foi frustrado pela presença de soldados turcos otomanos.
Bem parecido com a anterior ofensiva austríaca, o retorno do exército otomano forçou os  Habsburgos da Áustria a voltarem mais uma vez à defensiva. Em 1532 um enorme exército otomano foi enviado por Solimão para tomar Viena. No entanto, o exército tomou um caminho diferente indo em direção a Kőszeg. Depois de uma defesa heroica feita apenas por cerca de 700 homens das forças austríacas, os defensores aceitaram uma rendição "honrosa" da fortaleza em troca de sua segurança. Após isto, o sultão retirou-se satisfeito com o seu sucesso e reconhecendo os limitados ganhos austríacos na Hungria, enquanto que, ao mesmo tempo, forçou Fernando a reconhecer João Zápolya como rei da Hungria.
Embora a paz entre austríacos e otomanos fosse durar por nove anos, João Zápolya e Fernando acharam conveniente continuar com as escaramuças ao longo das respetivas fronteiras. Em 1537 Fernando rompeu o tratado de paz enviando seus mais hábeis generais para um desastroso cerco a Osijek, que acabou sendo outro triunfo otomano.
Em 1540, a morte de João Zápolya resultou em outro avanço austríaco sobre Buda. Mais uma vez, o exército austríaco foi aniquilado por Solimão; o já idoso general austríaco Rogendorf revelou-se incompetente. Solimão então destruiu o restante das tropas austríacas e procedeu "de facto", a anexação da Hungria. Naquele momento um tratado de paz foi executado em 1551, a Hungria dos Habsburgos tinha sido reduzida a pouco além da fronteira terrestre. No entanto, em Eger os austríacos conseguiram uma vitória surpreendente, graças em parte aos esforços dos civis locais.
A Pequena Guerra viu desperdiçadas as oportunidades de ambos os lados; as tentativas austríacas de aumentar a sua influência na Hungria foram tão fracassadas quanto o pretendido controle otomano de Viena.